# Les Confessions d'un mangeur d'opium

Les Confessions d'un mangeur d'opium (titre anglais original : Confessions of an Opium Eater) est un film américain réalisé par Albert Zugsmith, sorti en 1962. Il s'inspire librement du récit autobiographique de Thomas De Quincey : Confessions d'un mangeur d'opium anglais (en anglais : Confessions of an English Opium-Eater).

## Synopsis
Gilbert de Quincey (Vincent Price), un marin, est à la recherche de son ami George Wah, un journaliste qui a disparu alors qu'il enquêtait sur les Tongs à Chinatown. C'est le début d'une série d'aventures que l'opium rendra plus incertaines encore.

## Fiche technique
- Titre français : Les Confessions d'un mangeur d'opium
- Titre original américain : Confessions of an Opium Eater
- Réalisation : Albert Zugsmith
- Scénario : Robert Hill, librement adapté du récit autobiographique de Thomas De Quincey : Confessions d'un mangeur d'opium anglais (en anglais : Confessions of an English Opium-Eater).
- Musique : Albert Glasser
- Décors : Eugène Lourié
- Costumes: Roger J. Weinberg, Norah Sharpe
- Photographie : Joseph Biroc
- Son: Ralph Butler
- Montage : Ray Livingston Robert S. Eisen et Edward Curtiss
- Production : Albert Zugsmith
- Société de production : Photoplay Associates
- Société de distribution : Allied Artists (États-Unis)
- Pays :  États-Unis
- Langue originale : anglais
- Genre : Drame
- Durée : 85 minutes
- Dates de sortie : 
  - États-Unis : 20 juin 1962
  - France : 10 décembre 1969
- Affiche : Giuliano Nistri (Italie)

## Distribution
- Vincent Price : Gilbert De Quincey
- Linda Ho : Ruby Low
- Philip Ahn : Virginia Morgan
- Richard Loo : George Wah
- June Kyoto Lu (sous le nom de June Kim) : Lotus
- Yvonne Moray : Child
- Terence de Marney ! l'efflanqué

### Article annexe
- Psychotrope au cinéma et à la télévision